# Haroldo Grant
Haroldo Grant (ur. ? – zm. ?) – argentyński piłkarz, grający podczas kariery na pozycji pomocnika.

## Kariera klubowa
Haroldo Grant rozpoczął karierę w klubie Belgrano AC. Z Belgrano AC zdobył mistrzostwo Argentyny w 1908.

## Kariera reprezentacyjna
W reprezentacji Argentyny Grant występował w latach 1907–1911. W reprezentacji zadebiutował 15 sierpnia 1907 w wygranym 2-1 meczu z Urugwajem, którego stawką była Copa Lipton. 
W 1910 został powołany na pierwszą, jeszcze nieoficjalną edycję Mistrzostw Ameryki Południowej, który wówczas nazywał się Copa Centenario Revolución de Mayo 1910. Na turnieju w Buenos Aires Grant był rezerwowym i nie wystąpił w żadnym meczu. Ostatni raz w reprezentacji Brown wystąpił 15 sierpnia 1911 w przegranym 0-2 meczu z Urugwajem, którego stawką było C15 sierpnia. Ogółem w barwach albicelestes wystąpił w 6 meczach.
| Mecze i gole w reprezentacji | Mecze i gole w reprezentacji | Mecze i gole w reprezentacji | Mecze i gole w reprezentacji | Mecze i gole w reprezentacji | Mecze i gole w reprezentacji | Mecze i gole w reprezentacji |
| #                            | Data                         | Miasto                       | Przeciwnik                   | Gol                          | Wynik                        | Rozgrywki                    |
| ---------------------------- | ---------------------------- | ---------------------------- | ---------------------------- | ---------------------------- | ---------------------------- | ---------------------------- |
| 1.                           | 15.08.1907                   | Buenos Aires                 | Urugwaj                      |                              | 2:1                          | Copa Lipton                  |
| 2.                           | 27.05.1910                   | Buenos Aires                 | Chile                        |                              | 3:1                          | towarzyski                   |
| 3.                           | 15.08.1910                   | Montevideo                   | Urugwaj                      |                              | 1:3                          | Copa Lipton                  |
| 4.                           | 13.11.1910                   | Buenos Aires                 | Urugwaj                      |                              | 1:1                          | Gran Premio                  |
| 5.                           | 27.11.1910                   | Buenos Aires                 | Urugwaj                      |                              | 2:6                          | Gran Premio                  |
| 6.                           | 15.08.1911                   | Buenos Aires                 | Urugwaj                      |                              | 0:2                          | Copa Lipton                  |